# Bertil Järnstedt
Bertil Sigfrid Järnstedt, född 10 oktober 1913 i Eksjö, död där 18 maj 1970, var en svensk målare och grafiker. 
Han var son till färghandlaren J Järnstedt och Elsa Engström. Järnstedt studerade vid Tekniska skolan i Stockholm 1935–1937 och vid Konsthögskolan 1938–1942 samt under studieresor till Nederländerna, Belgien, Italien och Frankrike. Separat ställde han ut på Galerie S:t Lucas i Stockholm 1944 och har därefter ställt ut separat upprepade gånger i Eksjö. Han medverkade i ett flertal Småländska samlingsutställningar och med Sveriges allmänna konstförening. Hans konst består av figurmotiv, ofta med pojkar och flickor, samt landskap och stadsvyer. Järnstedt är representerad vid Eksjö stads museum med oljemålningen Romvägen, Sienna.